# علامة قف

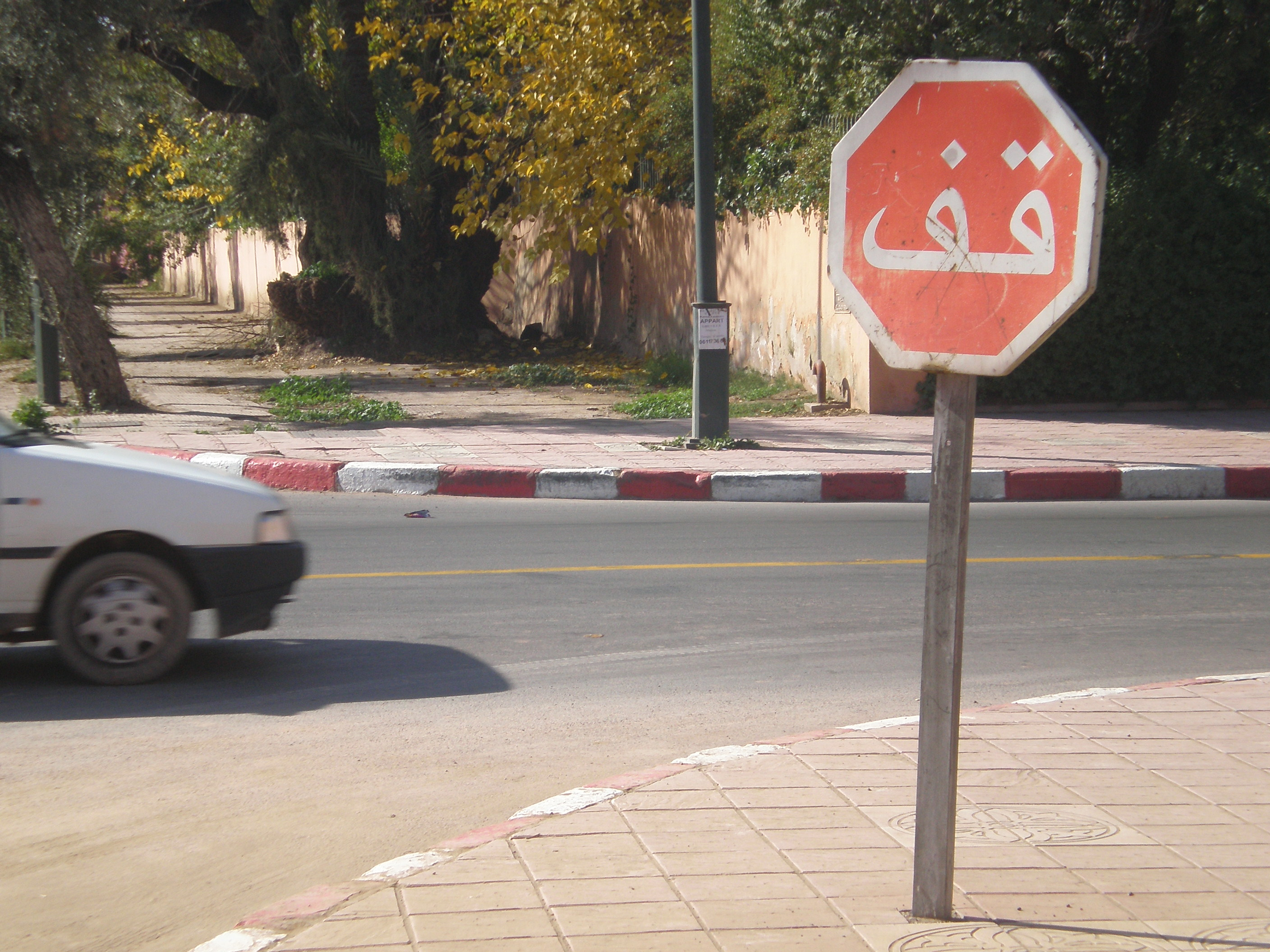

علامة قف أحد أشهر اللافتات المرورية عبر العالم، وتنبه قائد المركبة إلى وجوب التوقف تماما عند التقاطع القادم كي يستطيع التأكد من عدم وجود مركبات أخرى عابرة تعترض طريقه، مع وجوب فسح المجال (أي ترك الأولوية) لها إن وُجدت.

## في باريس

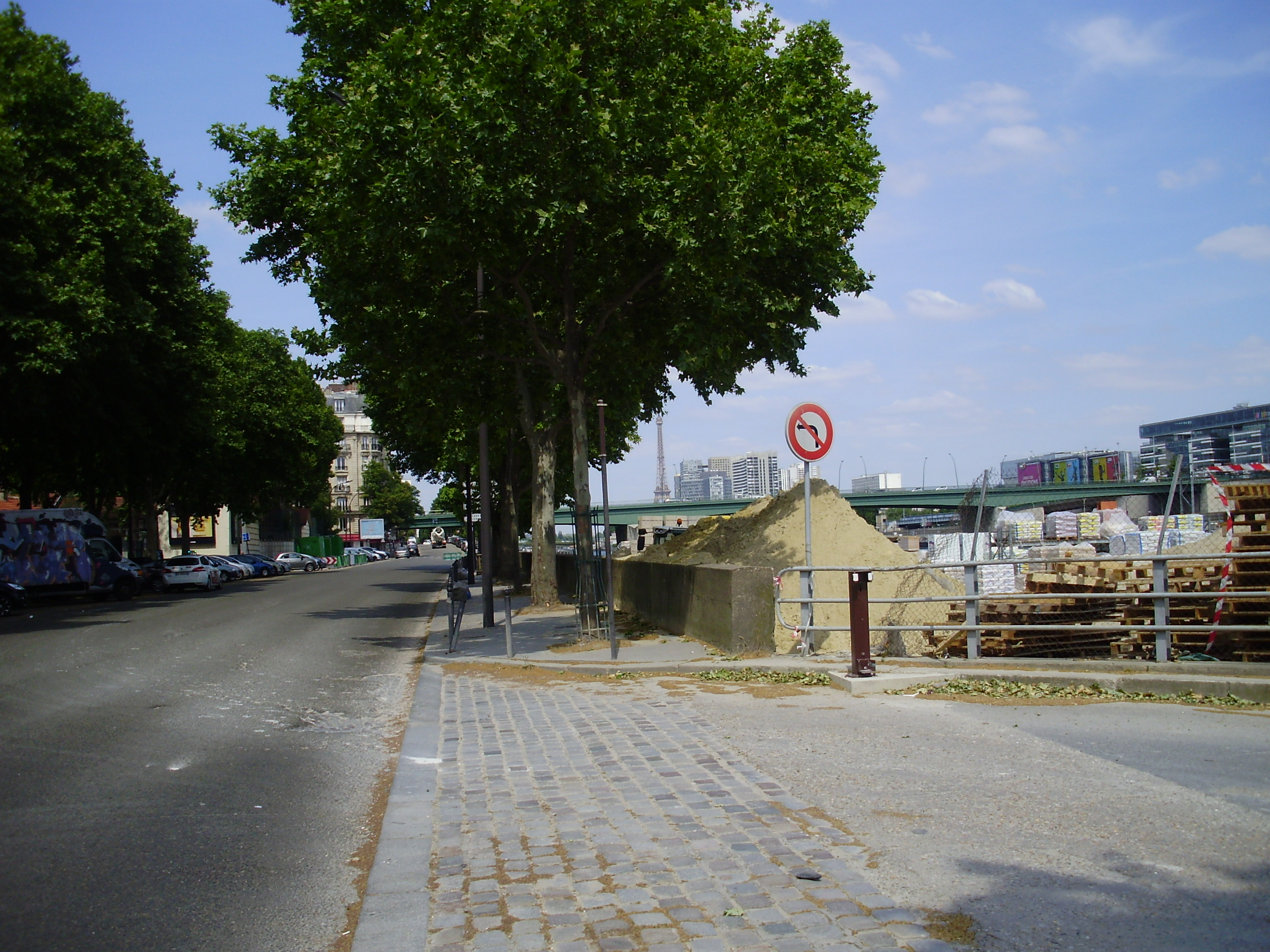
علامة "قف" غير موجودة في يونيو 2015، وتم نزعها من قبل البلدية.

في 3 أكتوبر 2012، قالت شرطة محافظة باريس أن العاصمة الفرنسية باريس لا تحتوي سوى على لافتة مرورية واحدة من نوع «علامة قف»، وأنها تقع في ملكية عامة، مباشرة بعد طريق الخروج من شركة مواد بناء، في كيه سانت إكسوبيري، في الدائرة السادسة عشرة في باريس.
 تمت إزالة هذه العلامة في 2013، انظر الصورة.

## علامات الوقوف في العالم

### كندا

كندا
كندا (المجتمعات الناطقة بالفرنسية)
كندا (المجتمعات الناطقة باللغة الإنكتيتوتية)
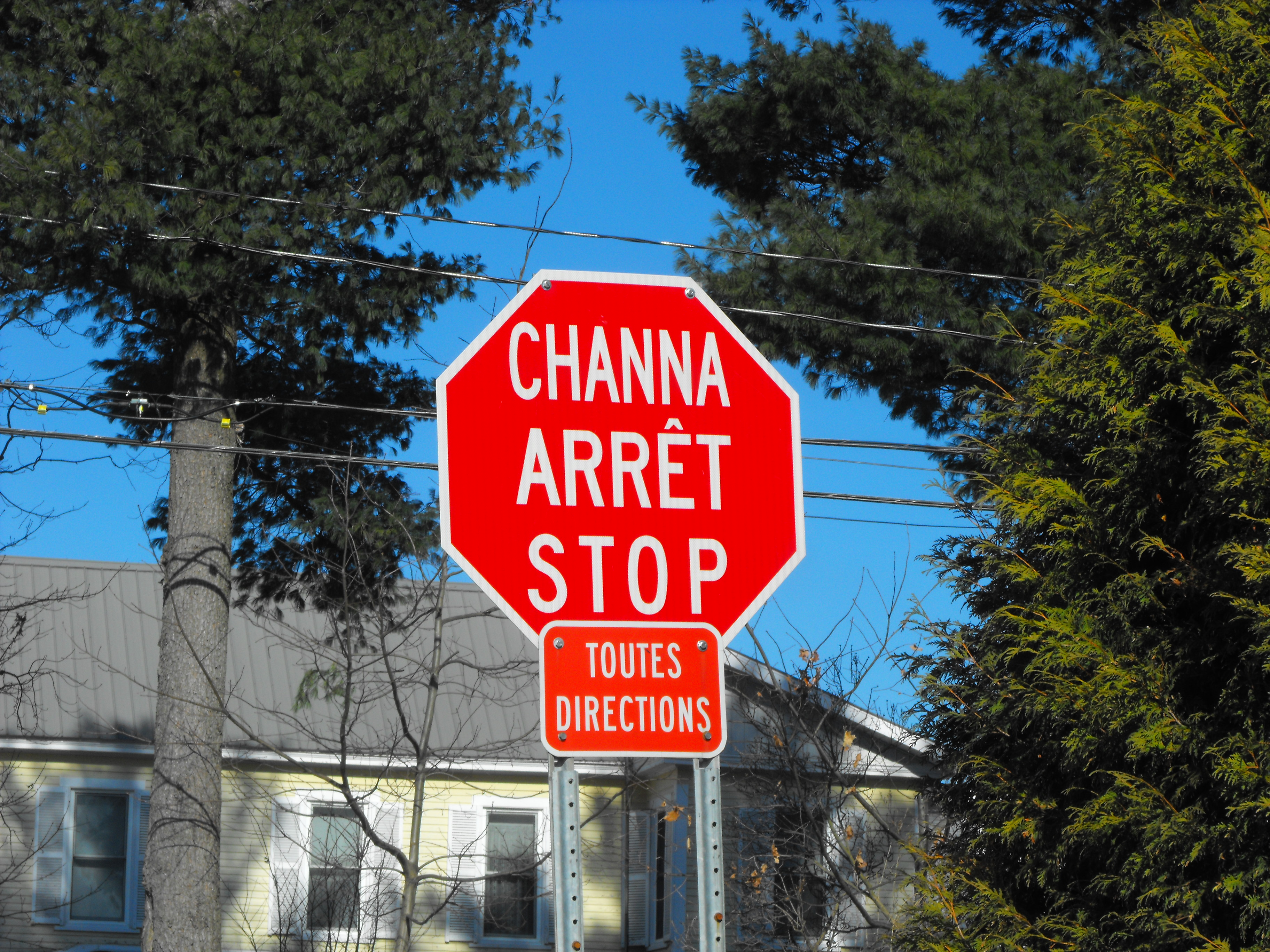
كندا (المجتمعات الناطقة بلغة الأبيناكي)
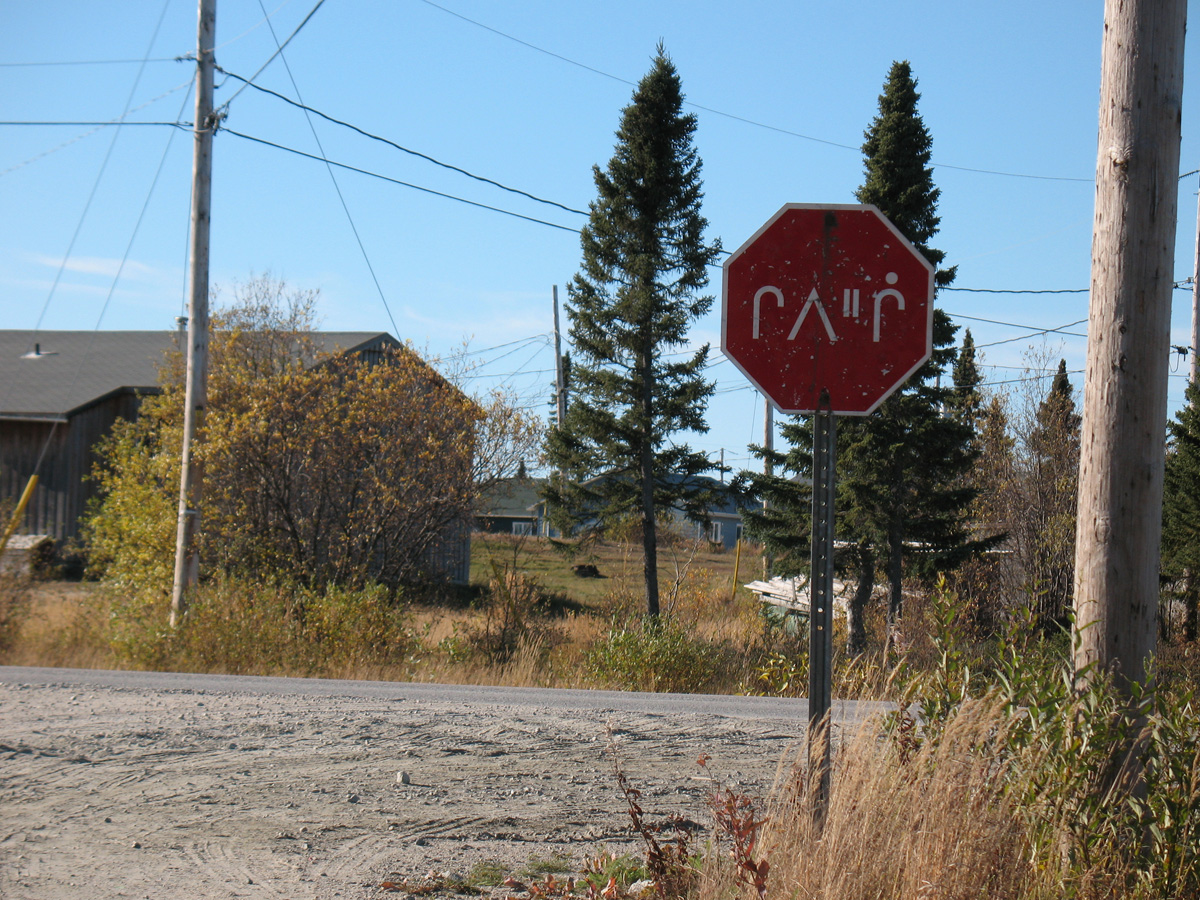
كندا (المجتمعات الناطقة بلغة الكري)
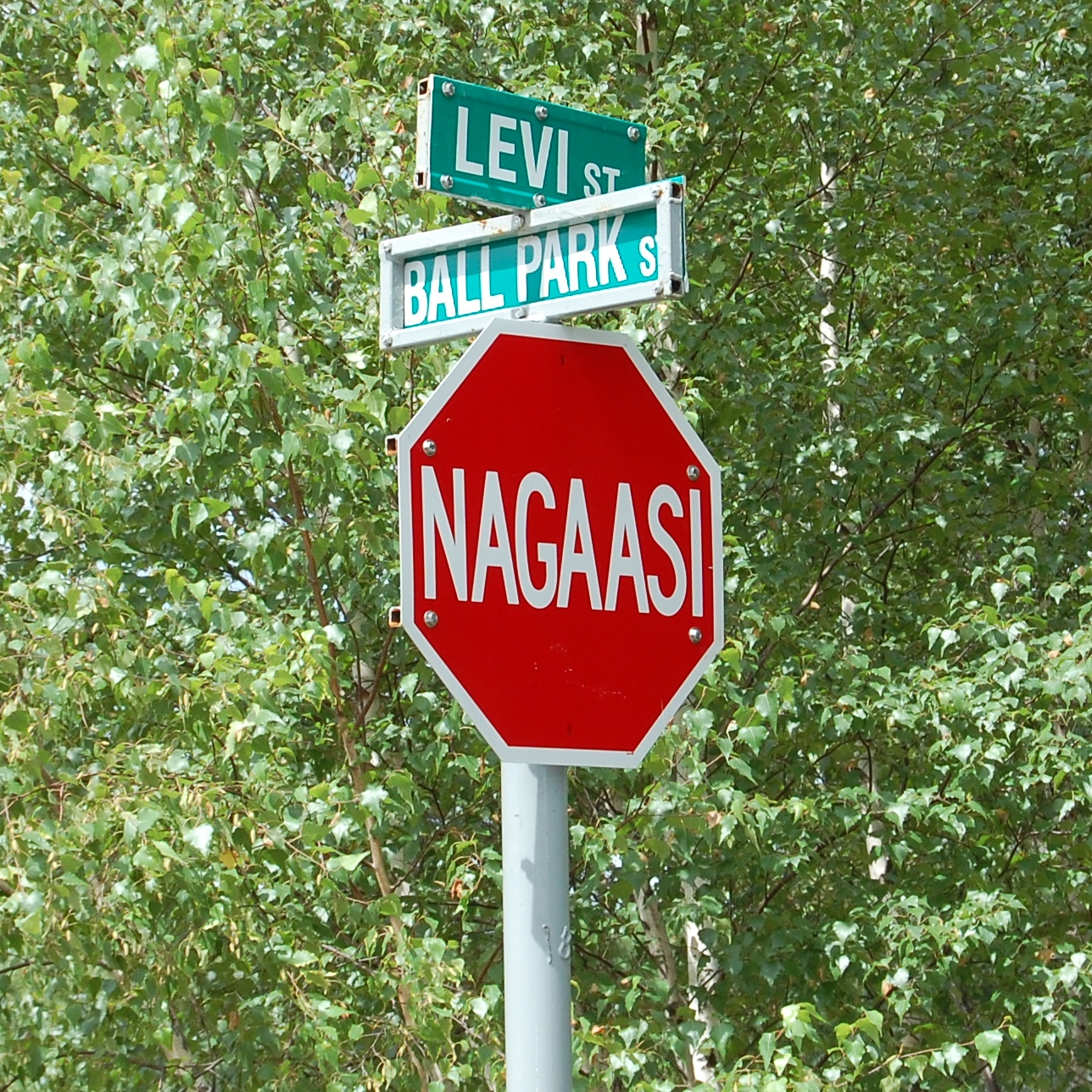
كندا (المجتمعات الناطفة بلغة الميغماك)
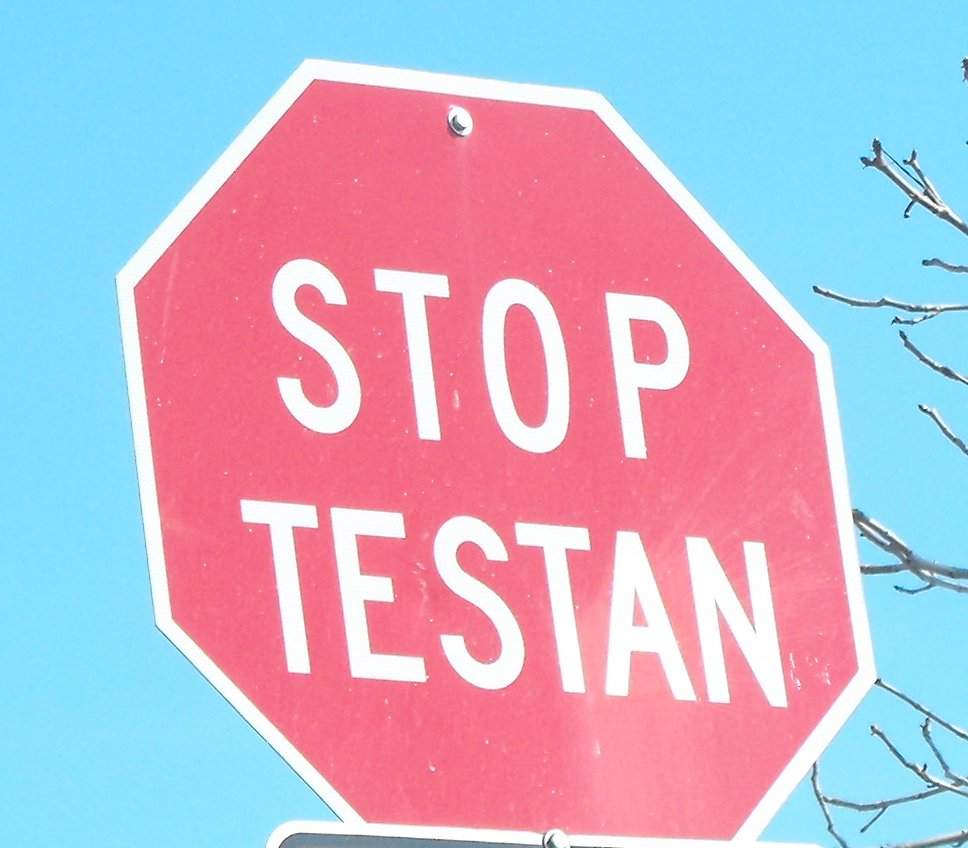
كندا (المجتمعات الناطقة بلغة الموهوك)
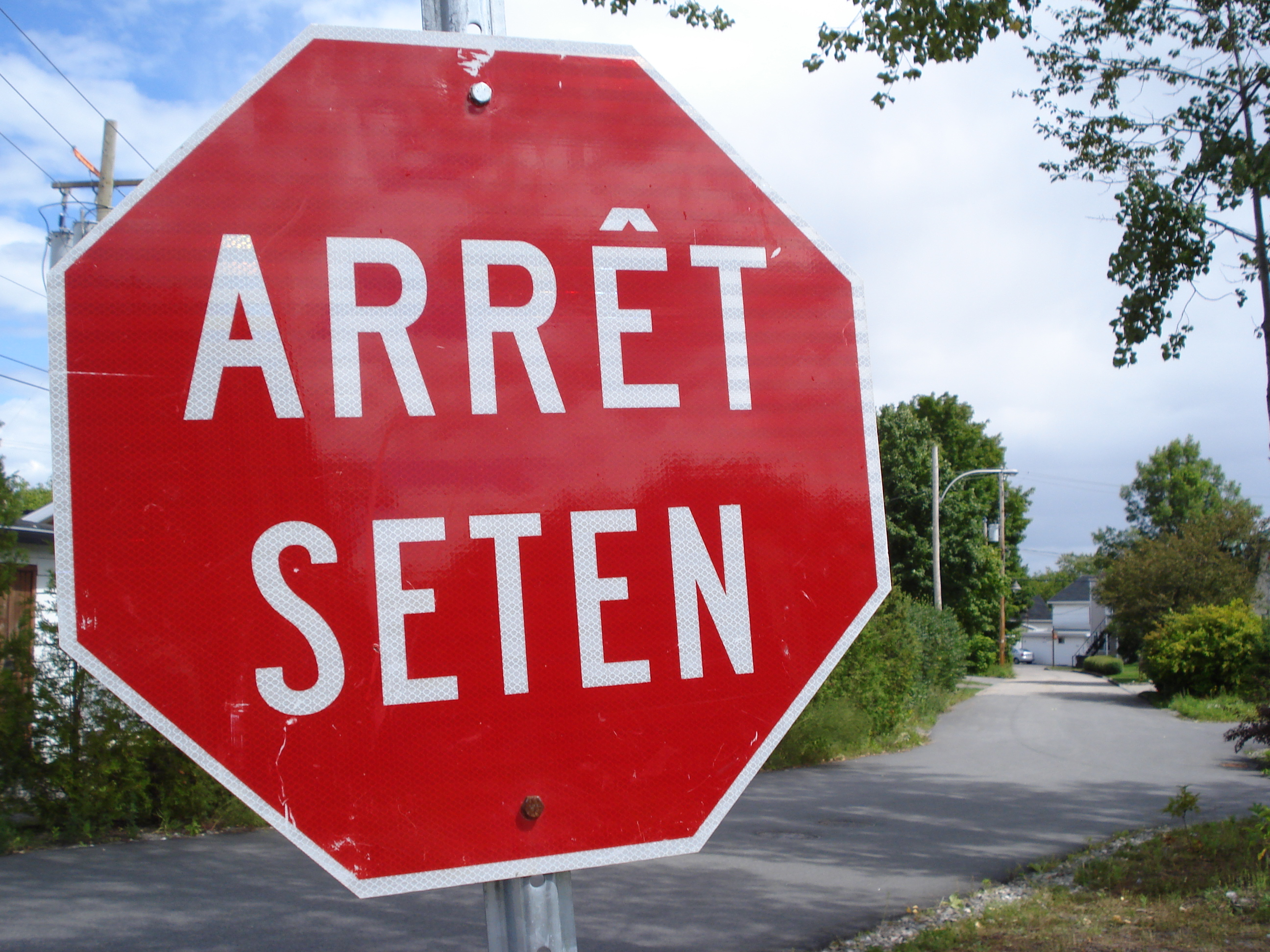
كندا (المجتمعات الناطقة بلغة وندات)

### أوروبا

هولندا
بولندا
ألمانيا
إيطاليا
النمسا
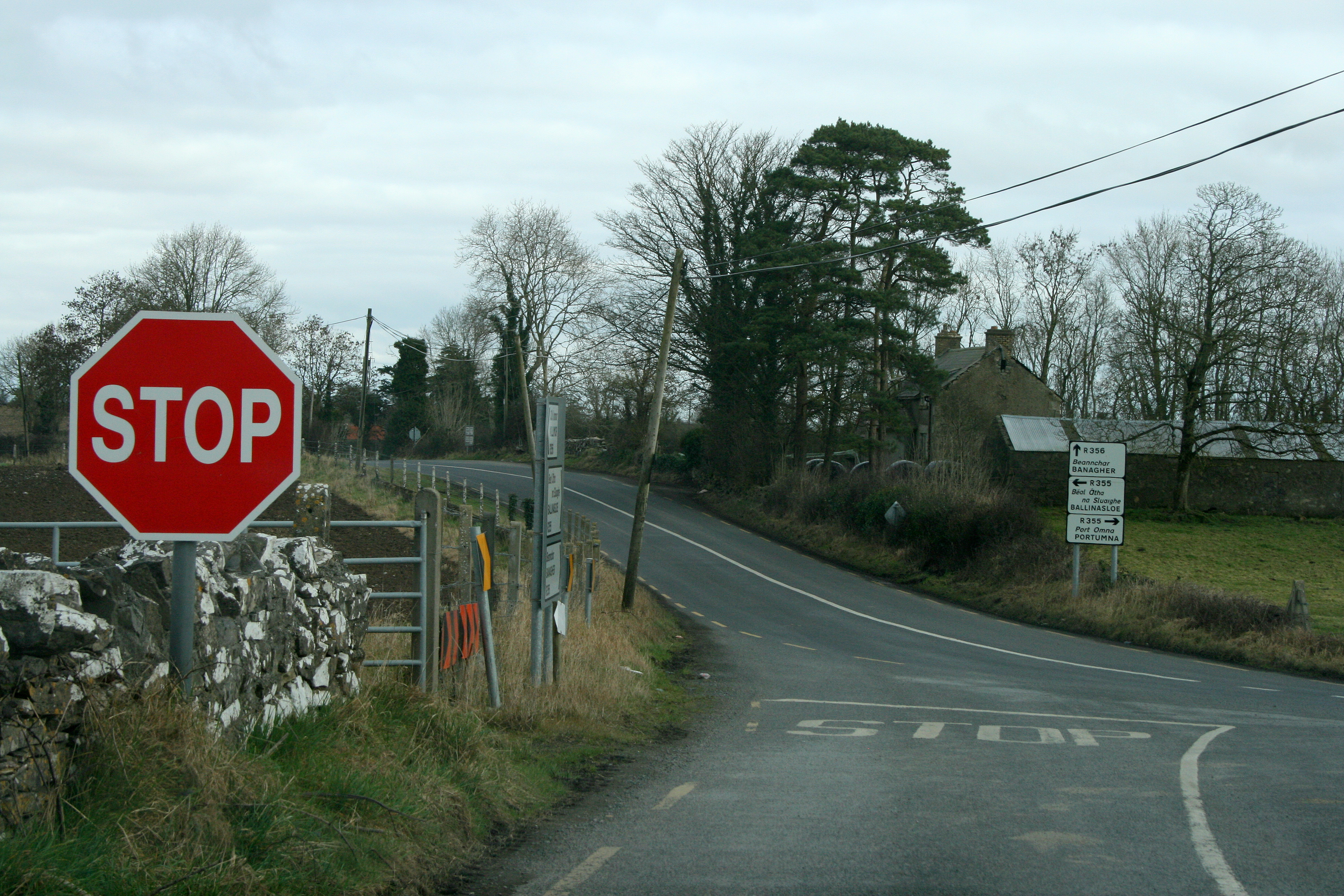
أيرلندا (لغة إنجليزية)
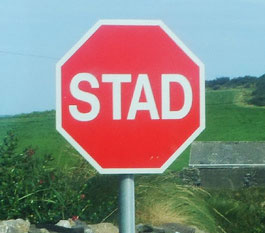
أيرلندا (لغة أيرلندية)

### آسيا

الصين
اليابان
هونج كونج
كوريا الجنوبية
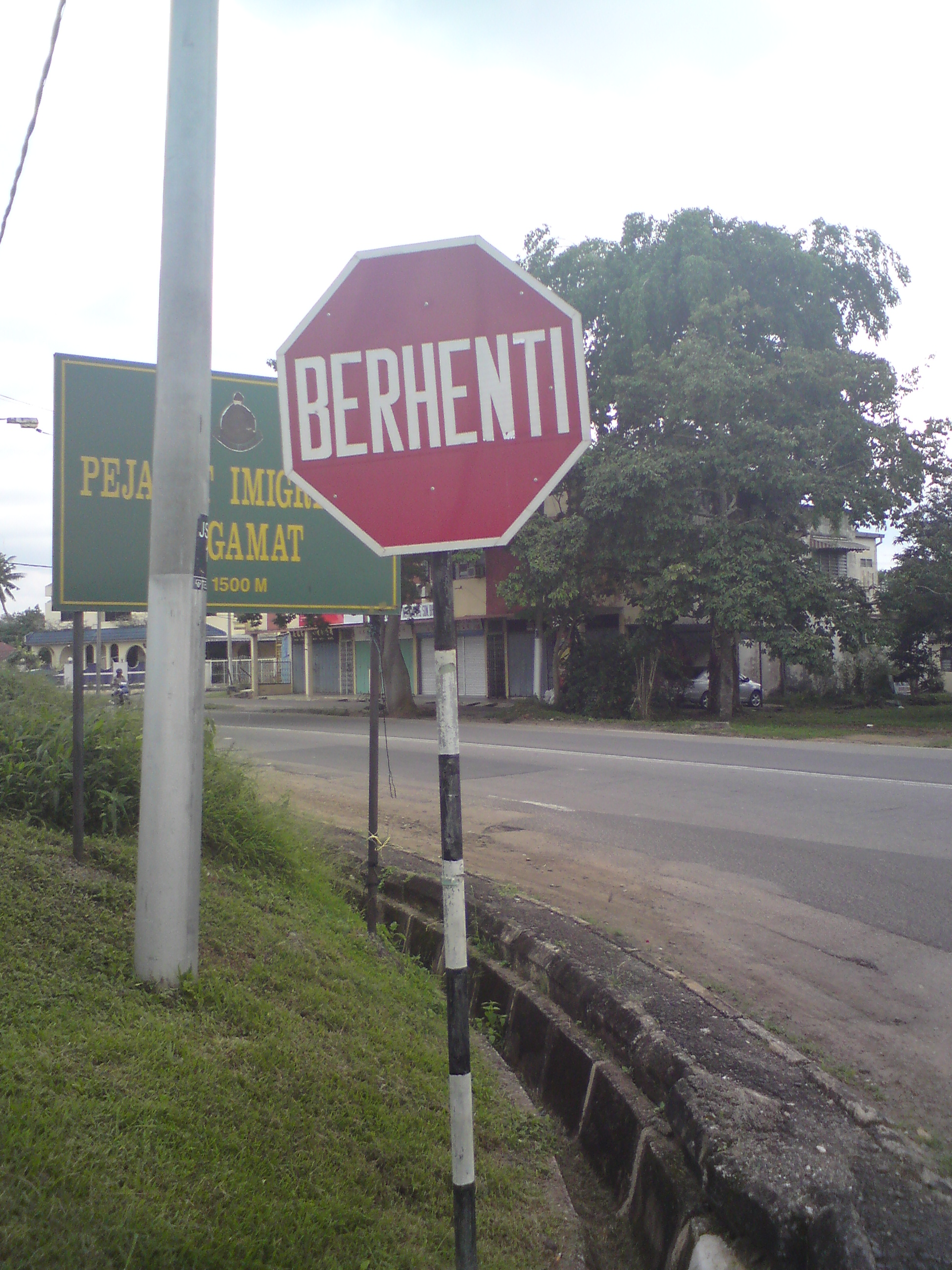
ماليزيا
منغوليا
تركيا
إسرائيل
باكستان
الفلبين
سنغافورة
تايوان
تايلند
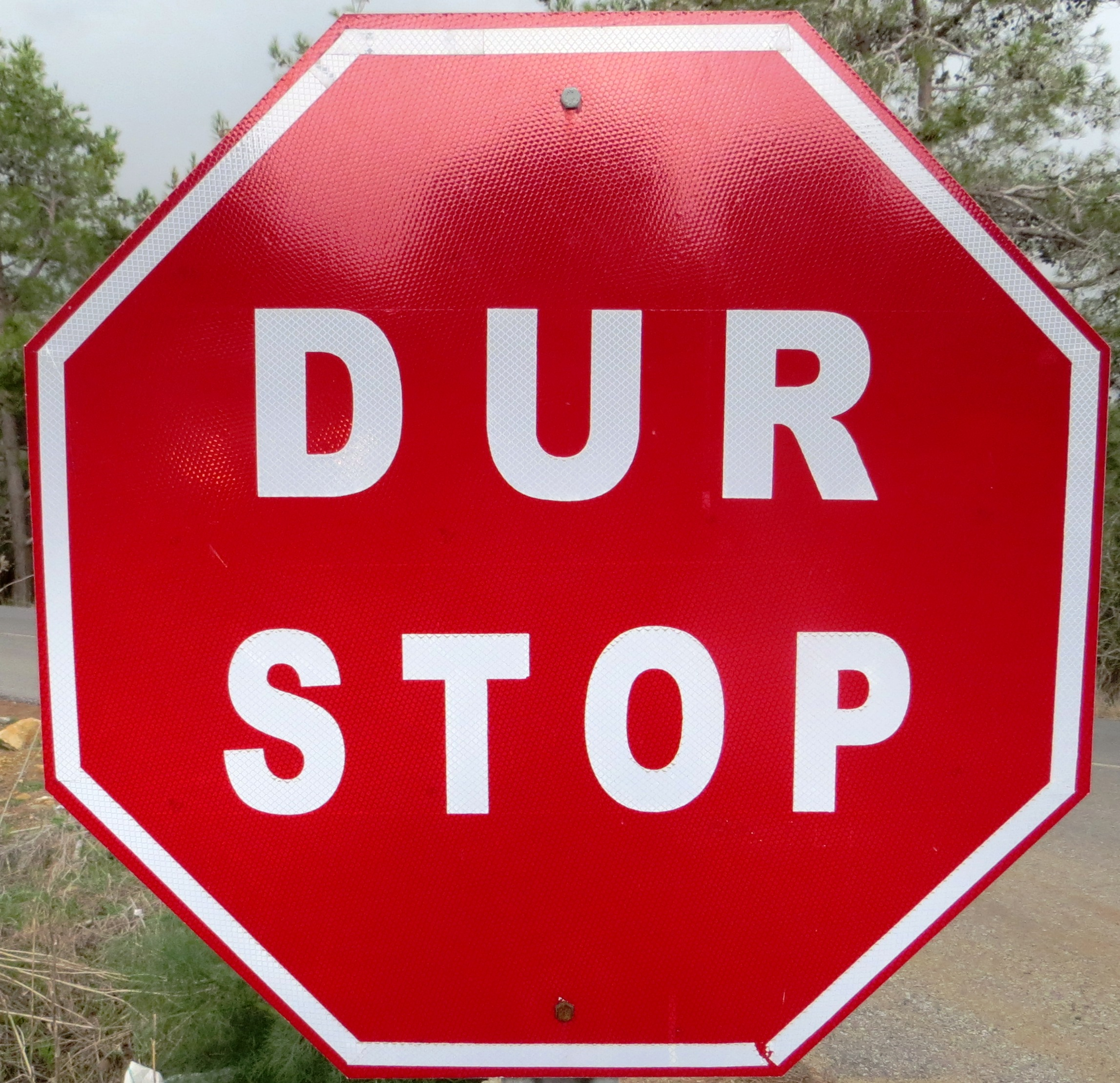
قبرص الشمالية
إيران
بروناي
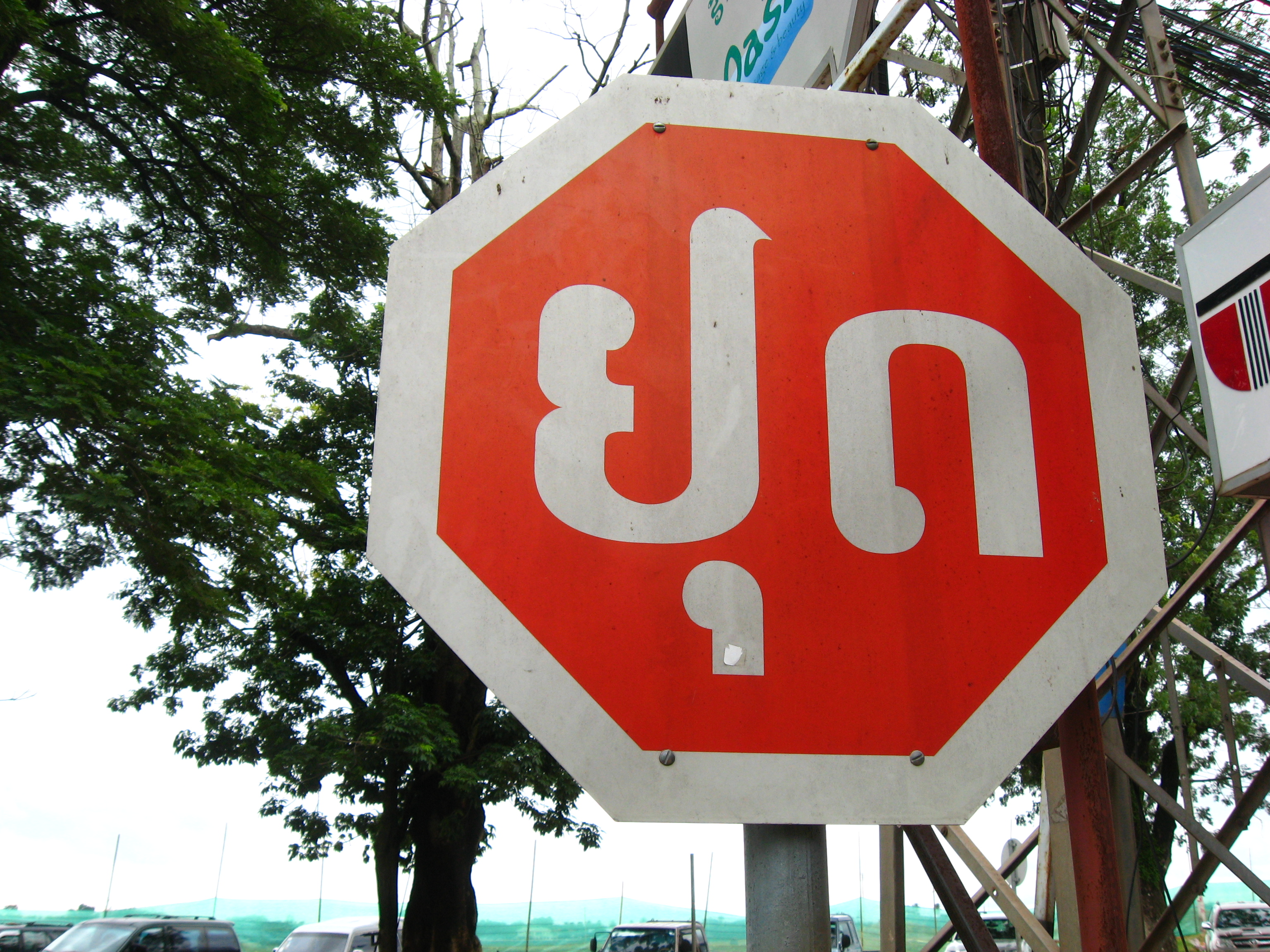
لاوس (لغة لاو)

### الوطن العربي

المغرب (اللغة الأمازيغية)
الإمارات / تونس / الأردن
المغرب / مصر / السودان / جنوب السودان / ليبيا / السعودية

### إفريقيا

إثيوبيا
نيبال
زيمبابوي

### الأمريكتان

الأرجنتين
تشيلي
أمريكا
أمريكا (بورتوريكو)
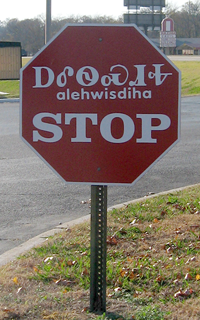
أمريكا (لغة الشيروكي)

### دول جزرية

كوبا
جزر الموريشيوس
تونغا

## علامات توقف القديمة

علامة قف القديمة في بريطانيا إلى عام 1975، ما زالت تستخدم في جزر الباهاماس).
علامة قف القديمة في الإمارات.
علامة قف القديمة في إيطاليا من عام 1975 إلى عام 1992.
علامة قف القديمة في السويد.
علامة قف القديمة في جنوب فيتنام.
علامة قف الأقدم في ألمانيا ما قبل عام 1937.
علامة قف القديمة في ألمانيا ما بين عامي 1938-1953.
علامة قف القديمة في ألمانيا الغربية ما بين عامي 1953-1956.
علامة قف القديمة في ألمانيا الغربية ما بين عامي 1956-1970.
علامة قف القديمة في ألمانيا الشرقية ما بين عامي 1956-1977.
علامة قف القديمة في بوهيميا ومورافيا ما بين عامي 1939-1960.
علامة قف القديمة في أستراليا ما بين الأربعينات من القرن العشرين إلى عام 1959.

### إشارات «أمامك علامة قف»

إشارة "أمامك علامة قف" في الأرجنتين.
إشارة "أمامك علامة قف" في أستراليا.
إشارة "أمامك علامة قف" في بلجيكا.
إشارة "أمامك علامة قف" في بوليفيا.
إشارة "أمامك علامة قف" في كندا.
إشارة "أمامك علامة قف" في قبرص.
إشارة "أمامك علامة قف" في فرنسا ومعظم أوروبا.
إشارة "أمامك علامة قف" في أيرلندا.
إشارة "أمامك علامة قف" في إسرائيل.
إشارة "أمامك علامة قف" في المكسيك.
إشارة "أمامك علامة قف" في نيوزيلندا.
إشارة "أمامك علامة قف" في باكستان.
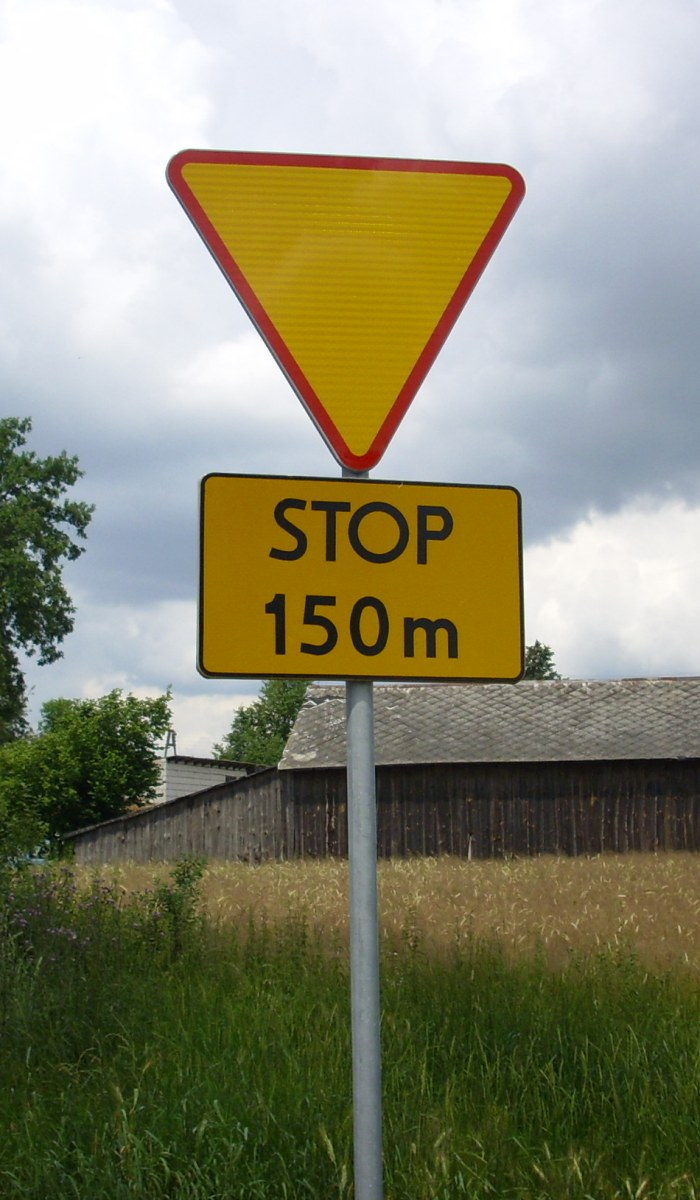
إشارة "أمامك علامة قف" في بولندا.
إشارة "أمامك علامة قف" في جنوب أفريقيا.
إشارة "أمامك علامة قف" مؤقتة في جنوب أفريقيا.
إشارة "أمامك علامة قف" في تايلند.
إشارة "أمامك علامة قف" في أمريكا.
إشارة "أمامك علامة قف" بديلة في أمريكا.